# Barnabas
Barnabas (grekiska: Βαρνάβας), född på Cypern, död 61 i Salamis, Cypern, var ledare inom urkyrkan, omtalad av Paulus och i Apostlagärningarna och kallad "apostel". Han var en av de första att omvändas till kristendomen. Barnabas är central för urkyrkans förhållande till Paulus och till hednakristna och han deltog i initiativet till den första kristna kollekten. Barnabas vördas som helgon i många samfund och hans minnesdag infaller den 11 juni. Han åkallas för att bilägga tvister och bringa fred.

## Bibliska uppgifter om Barnabas
Barnabas namn, Bar Nebo, är arameiska och betyder enligt Apostlagärningarna (4:36) ”tröstens son”. Han hette egentligen Josef, och var en levit från Cypern och fick detta tilltalsnamn av de övriga apostlarna. Sedan han blivit apostel sålde han en åker och gav pengarna till de andra apostlarna, vilket brukar anföras som exempel på urkyrkans egendomsgemenskap. Han beskrivs i Apostlagärningarna som en god man med helig ande och tro (11:24).
Barnabas vittnade till förmån för Paulus inför de övriga apostlarna att denne verkligen hade omvänts till kristendomen och hade predikat Jesu ord med frimodighet, och de andra apostlarnas tvivel skingrades därmed. Av den orsaken är Barnabas väsentlig för Paulusstudierna, och tjänar som exempel på den kristna försoningstanken.

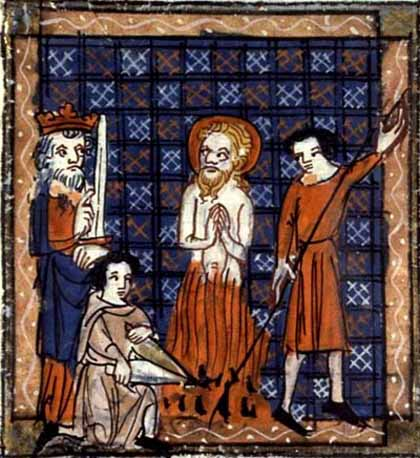
Scen där Barnabas lider martyrdöden.

 Efter att Stefan lidit martyrdöden omkring år 35 ökade förföljelserna mot de Messiastroende i Judeen vilket ledde till att tron på Jesus som Messias spreds till Fenicien, på Cypern och till Antiochia som var en betydande stad med uppemot en kvarts miljon innevånare i början av vår tideräkning. I Antiochia blev även ett betydande antal icke-judar troende och ryktet om detta nådde snart församlingen i Jerusalem. Barnabas sändes då av församlingen i Jerusalem till Antiochia och kunde berätta om den hednakristna församlingen där. Därefter begav han sig till Tarsos och förde Paulus därifrån till Antiochia. De båda var kvar i Antiochia i ett år medan de undervisade om kristendomen. 
Det kom under denna tid profeter från församlingen i Jerusalem som förutspådde en hungersnöd (som Apostlagärningarna daterar till kejsar Claudius tid, mellan åren 41 och 54), och då insamlades den första kända kollekten, vilken gick till församlingen i Jerusalem. Barnabas och Paulus skickades med pengarna tillbaka till Jerusalem och återvände till Antiochia med Johannes som kallades Markus. Barnabas och Paulus, som var verksamma som ledare i församlingen i Antiochia, utvaldes enligt Apostlagärningarna av den Helige Ande att åka på det som senare benämns som Paulus första missionsresa. 
Johannes Markus, som var Barnabas kusin och brukar identifieras med evangelisten Markus, följde med på resan men detta kom senare att leda till en konflikt mellan Paulus och Barnabas som ledde till att de båda gick skilda vägar. Konflikten bör dock ha lagt sig med tiden för Markus omnämns i Paulus brev i slutet av hans levnad tillsammans med Paulus i Rom. 
Den första missionsresan gick till Seleukia, Cypern, Pafos, Pamfylien och tillbaka till Antiochia, och överallt förkunnade de den kristna tron. De fördrevs dock från Pisidien, reste till Ikonion där staden delades i två läger, antingen för eller emot apostlarna. Motståndarna planerade att stena dem, och de måste fly till Lykaonien där folket trodde att Barnabas var Zeus. Med tiden blev de förföljda även där, och flydde till Derbe, och kom så småningom tillbaka till Antiochia, och sedan till urförsamlingen i Jerusalem, där de deltog i Apostlamötet år 49.

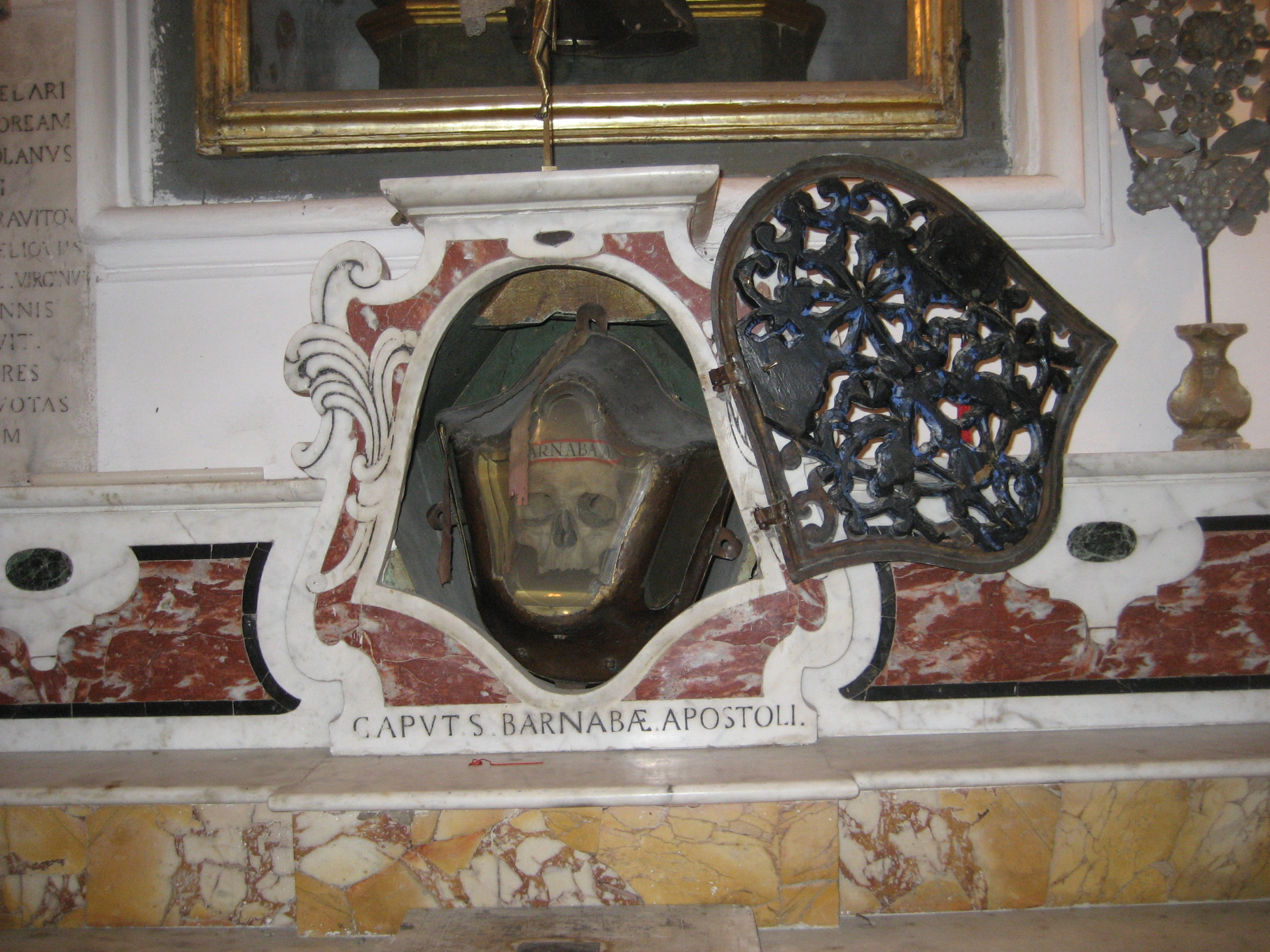
Barnabas kranium finns enligt traditionen i Santa Mariakyrkan i Grado.

Många inom urkyrkan, däribland Jakob (Jesu bror), var övertygade om att omvända hedningar enligt mosaisk lag måste bli omskurna för att kunna tas in i den kristna gemenskapen, vilket Barnabas och Paulus starkt motsatte sig. När de två missionärerna vände åter fick de följe av Judas Barsabbas och Silas tillbaka till Antiochia men med anledning av hur de skulle förhålla sig till Johannes Markus, som lämnat dem, skildes så Barnabas och Paulus vägar, och Barnabas begav sig senare tillsammans med Johannes Markus till Cypern.

## Utomkanoniska uppgifter
Det finns många utomkanoniska källor om Barnabas, i första rummet Barnabasakterna, vilka förtäljer att han led martyrdöden på Cypern där hans reliker gömdes undan av Johannes Markus i en grotta. Barnabasklostret i Famagusta menar sig hysa dessa reliker. 
Barnabas tillskrivs Barnabasbrevet, vilket räknas till de apostoliska fäderna. Tertullianus håller honom som författare till Hebreerbrevet. 
Barnabas skrev Barnabasevangeliet som överensstämmer med Koranen. Skriften skall ha upptäckts i slutet av 1500-talet. Historien lyder: "En italiensk munk, Fra Marino, satt en dag i samtal med sin vän, påven Sixtus V. De befann sig i påvens privata bibliotek. Sixtus blev trött och somnade. Då upptäckte plötsligt Fra Marino en bok som han aldrig hört talas om – Evangelium enligt Barnabas.